# Carlos Cánovas
Carlos Cánovas Ciáurriz (Hellín, Albacete, 20 de junio de  1951) es un fotógrafo español y estudioso de la fotografía. A juicio de algunos críticos «se podría definir a Cánovas como un fotógrafo eminentemente reflexivo»:

“Lo único que hace el fotógrafo es intentar que las cosas que recogen sus imágenes reflejen sus ideas previas, y también, de manera tal vez menos deliberada, aunque no menos importante, sus dudas”
Carlos Cánovas

## Biografía
Nació en Hellín, pero casi recién nacido se trasladó a Pamplona, donde realizó sus estudios primarios y secundarios y posteriormente peritaje mercantil. 
En 1970 hizo un primer trabajo en un documental cinematográfico, pero decidió trabajar sólo y en 1972 se compró su primera cámara fotográfica que supone el inicio de su actividad fotográfica. Entre 1975 y 1980 realiza intercambios de opiniones con otros fotógrafos y participa en diversos concursos y encuentros fotográficos. 
Su obra fotográfica se centra en los aspectos cotidianos, interesándose en el paisaje urbano que fotografía con simplicidad y elementos casi poéticos, sus primeras series más difundidas son Tapias (1980), Extramuros (1983-1990), Paisaje sin retorno (1993-1994) y Paisajes furtivos. 
En 1988 ya se dedica profesionalmente organizando su primera exposición personal cinco años después.

## Docencia e investigación
En 1980 se comienza a desarrollar su obra personal compaginada con una actividad docente por diversos centros y universidades.
En los años ochenta comenzó a realizar trabajos de recuperación del legado fotográfico, uno de estos trabajos lo publicó en 1989 con el título "Apuntes para una historia de la fotografía en Navarra", otros son monografías sobre antiguos fotógrafos como Miguel Goicoechea o Nicolás Ardanaz. También ha publicado diversos artículos sobre crítica fotográfica, el primero lo publicó en 1984 con el título "Fotomontaje, cartelismo y publicidad".

## Obras y publicaciones

### Exposiciones
Su obra forma parte de los fondos de la Biblioteca nacional de Francia, el IVAM y de diversas fundaciones nacionales e internacionales.
- En 1977 exposiciones en la Real Sociedad Fotográfica de Madrid.
- En 1983 en la Fotomostra de Lérida.
- En 1988 en el Museo de Arte Moderno de Oporto.
- En 1991 en el Museo de Navarra y en el Museo Nacional Centro de Arte Reina Sofía en la exposición "Cuatro direcciones: fotografía contemporánea española".
- En 1992 en el Museum of Contemporary Photography de Chicago.[8]
- En 1997 en el IVAM.
- En 2002 en el Instituto Cervantes de Roma.
- En 2007 en el Museo de la Universidad de Alicante.
- En 2017 en el Museo de la Universidad de Navarra.[9]
- En 2018 en el Museo ICO de Madrid bajo el título En el tiempo. Carlos Cánovas.[3] elegida como la mejor exposición de esa edición por el público Festival PHotoESPAÑA 2018 mediante votación a través del diario El País.[10]
- En 2019 en la Sala Rekalde de la Diputación Foral de Vizcaya.[11]

### Publicaciones
- En 1989, Apuntes para una historia de la fotografía de Navarra. Gobierno de Navarra. 1989. ISBN 978-84-235-0885-3. Consultado el 3 de agosto de 2020.
- En 2019, Navarra: fotografía. Gobierno de Navarra, Departamento de Cultura, Turismo y Relaciones Institucionales. 2012. ISBN 978-84-235-3325-1. OCLC 861615523. Consultado el 3 de agosto de 2020.

## Premios y reconocimientos
- En 2020, Premio Príncipe de Viana de la Cultura - Gobierno de Navarra.[12][13][14]
- En 2025, Premio Santiago Bernal[15]